# 피루브산 키네이스
피루브산 키네이스(영어: pyruvate kinase) (EC 2.7.1.40)는 해당과정의 마지막 단계를 촉매하는 효소이다. 피루브산 키네이스는 포스포엔올피루브산(PEP)에서 아데노신 이인산(ADP)으로 인산기의 전달을 촉매하여 피루브산과 아데노신 삼인산(ATP)을 생성한다. 피루브산 키네이스는 피루브산의 인산화를 직접적으로 촉매하지 않으며, 생리적 조건 하에서 일어나지 않는다는 것을 인식하기 전에 부적절하게(전통적인 키네이스와 일치하지 않음) 명명되었다. 피루브산 키네이스는 동물에서 4개의 별개의 조직-특이적 동질효소로 존재하며, 각각은 다양한 조직의 대사 요건의 변화를 수용하는 데 필요한 특정 동역학적 특성으로 구성된다.

## 척추동물의 동질효소
척추동물에서 발현되는 피루브산 키네이스의 4가지 동질효소로는 L(간), R(적혈구), M1(근육 및 뇌), M2(초기 태아 조직 및 대부분의 성인 조직)가 있다. L 및 R 동질효소는 PKLR 유전자로부터 발현되는 반면, M1 및 M2 동질효소는 PKM2로부터 발현된다. L 및 R 동질효소는 다른 자리 입체적으로 조절된다는 점에서 M1 및 M2와 상이하다. 효소 반응속도론에서 피루브산 키네이스의 L 및 R 동질효소는 2가지 별개의 입체구조 상태를 갖는데, 하나는 기질 친화성이 높고, 다른 하나는 기질 친화성이 낮다. 높은 기질 친화도를 특징으로 하는 R-상태는 피루브산 키네이스의 활성화된 형태로 작용하고, 포스포엔올피루브산 및 과당 1,6-이중인산에 의해 안정화되어 해당과정을 촉진한다. 낮은 기질 친화도를 특징으로 하는 T-상태는 피루브산 키네이스의 비활성화된 형태로 작용하고, ATP 및 알라닌에 의해 결합되고 안정화되어 피루브산 키네이스의 인산화 및 해당과정의 억제를 야기한다. 피루브산 키네이스의 M2 동질효소는 사량체 또는 이량체를 형성할 수 있다. 사량체는 포스포엔올피루브산에 대한 친화력이 높은 반면, 이량체는 포스포엔올피루브산에 대한 친화력이 낮다. 효소 활성은 PKM2의 고활성 사량체를 불활성 이량체 내로 인산화함으로써 조절될 수 있다.
PKM 유전자는 12개의 엑손 및 11개의 인트론으로 구성된다. PKM1 및 PKM2는 M-유전자의 상이한 스플라이싱 생성물이고(PKM1은 엑손 9를 함유하고, PKM2은 엑손 10을 함유함) 카복시 말단에서 56-아미노산 스트레치(아미노산 378~434) 내에서 23개의 아미노산이 상이하다. PKM 유전자는 hnRNPA1 및 hnRNPA2와 같은 이종 리보뉴클레오타이드 단백질을 통해 조절된다. 사람의 PKM2 단량체는 531개의 아미노산을 가지고 있으며, A, B, C 도메인으로 분할된 단일 사슬이다. PKM1과 PKM2 사이의 아미노산 서열의 차이는 PKM2가 과당 1,6-이중인산에 의해 다른 자리 입체적으로 조절되고 이량체 및 사량체를 형성하는 반면, PKM1은 사량체만 형성할 수 있게 한다.

## 세균의 동질효소
대장균을 포함한 많은 장내세균들은 피루브산 키네이스의 두 가지 동질형인 PykA 및 PykF를 가지며, 대장균에서 37%가 동일하다(Uniprot: PykA, PykF). 이들은 진핵생물에서와 동일한 반응인 ADP 및 포스포엔올피루브산으로부터 ATP의 생성 과정(해당과정의 마지막 단계)을 생리학적 조건 하에서 비가역적으로 촉매한다. PykF는 세포 대사에서 PykF의 중심 위치를 반영하는 과당 1,6-이중인산에 의해 다른 자리 입체적으로 조절된다. 대장균에서 PykF 전사는 전사 조절 인자인 Cra (FruR)에 의해 조절된다. PfkB는 낮은 농도의 과당 6-인산의 존재 하에서 MgATP에 의해 저해되는 것으로 나타났으며, 이러한 조절은 포도당신생합성에 중요하다.

## 반응

### 해당과정
해당과정의 피루브산 키네이스 반응에는 두 단계가 있다. 먼저, 포스포엔올피루브산은 인산기를 ADP로 전달하여 ATP와 피루브산의 엔올형을 생성한다. 둘째로, 세포가 필요로 하는 피루브산의 기능적 형태를 생성하기 위해 피루브산의 엔올형에 양성자가 첨가되어야 한다. 피루브산 키네이스의 기질은 단순한 당인산이고, 생성물은 ATP이기 때문에 피루브산 키네이스는 해당과정의 진화를 가능하게 한 기본 효소이며, 지구 상의 모든 생물의 가장 오래된 효소 중 하나일 수 있다. 원시 바다에서 포스포엔올피루브산은 비생물학적으로 존재했을 수 있다.

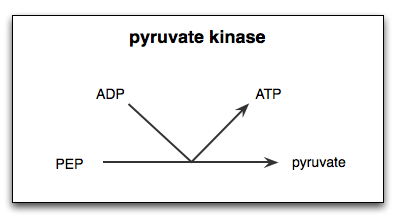
피루브산 키네이스에 의해 포스포엔올피루브산(PEP)에서 아데노신 이인산(ADP)로 인산기가 전달되어 피루브산과 아데노신 삼인산(ATP)가 생성되는 해당과정의 마지막 단계를 보여주는 모식도.

효모 세포에서 효모의 피루브산 키네이스(YPK)와 포스포엔올피루브산 및 효소의 다른 자리 입체적 효과 인자인 과당 1,6-이중인산의 상호작용은 Mg2+의 존재에 의해 향상되는 것으로 밝혀졌다. 따라서 Mg2+는 피루브산 키네이스에 의한 포스포엔올피루브산의 피루브산으로의 전환 반응에서 중요한 보조 인자인 것으로 결론이 났다. 또한, 금속 이온인 Mn2+는 Mn2+와 유사하지만 효모의 피루브산 키네이스에 더 강한 영향을 미치는 것으로 나타났다. 피루브산 키네이스의 금속 결합 부위에 금속 이온이 결합하는 것은 이 반응의 속도를 증가시킨다.
피루브산 키네이스가 촉매하는 반응은 해당과정의 마지막 단계이다. 이 반응은 해당과정의 3가지 속도 제한 단계들 중 하나이다. 속도 제한 단계는 대사 경로를 조절하는 속도가 느린 단계이기 때문에 경로의 전체 속도를 결정한다. 해당과정에서 속도 제한 단계는 ATP의 가수분해 또는 ADP의 인산화와 짝지어져서, 경로는 에너지적으로 유리하게 되며 본질적으로 세포에서 비가역적이다. 피루브산은 추가적인 대사 경로들의 중요한 중간생성물이기 때문에 이 단계는 고도로 조절되며 비가역적이다. 생성된 피루브산은 호기성 조건에서 ATP의 추가적인 생성을 위해 시트르산 회로로 들어가거나 혐기성 조건에서 젖산 또는 에탄올로 전환된다.

### 포도당신생합성
피루브산 키네이스는 또한 간에서 피루브산 및 다른 기질들로부터 포도당을 생성하는 대사 경로인 포도당신생합성에 대한 조절 효소로 작용한다. 포도당신생합성은 직접적인 포도당 비축분이 소진되는 기아시에 뇌와 적혈구에 포도당을 공급하기 위해 비탄수화물 공급원을 이용한다. 단식 동안, 피루브산 키네이스가 저해되어 포스포엔올피루브산의 "누출(leak-down)"이 피루브산으로 전환되는 것을 방지하고, 대신에 포스포엔올피루브산은 일련의 포도당신생합성 반응들을 통해 포도당으로 전환된다. 포도당신생합성은 해당과정과 동일한 몇몇 효소들을 사용하지만, 해당과정의 단순한 역반응은 아니다. 대신 해당과정의 비가역적인 단계를 우회하는 경로이다. 또한, 포도당신생합성과 해당과정은 세포 신호전달에 의해 상호적으로 조절되기 때문에 어느 특정 순간에 세포에서 동시에 일어나지 않는다. 포도당신생합성 경로가 완료되어 생성된 포도당은 간에서 배출되어 기아 상태시 중요 조직에 에너지를 공급한다.

## 조절
해당과정은 헥소키네이스에 의한 포도당의 인산화, 포스포프럭토키네이스에 의한 과당 6-인산의 인산화, 피루브산 키네이스에 의한 포스포엔올피루브산에서 ADP로의 인산기의 전이반응의 3가지 촉매 단계에서 고도로 조절된다. 야생형 조건 하에서, 이들 3가지 반응들은 모두 비가역적이고, 큰 음의 자유 에너지를 가지며, 이 경로의 조절을 담당한다. 피루브산 키네이스 활성은 다른 자리 입체성 효과인자, 공유결합적 조절인자, 호르몬 조절에 의해 매우 광범위하게 조절된다. 그러나 가장 중요한 피루브산 키네이스 조절인자는 과당 1,6-이중인산이며, 이는 효소에 대한 다른 자리 입체성 효과인자로 역할을 한다.

### 다른 자리 입체성 효과인자
다른 자리 입체성 조절 활성 부위 이외의 효소 상의 부위에 효과인자가 결합하여, 입체구조의 변화 및 주어진 단백질 또는 효소의 활성을 변화시킨다. 피루브산 키네이스는 과당 1,6-이중인산에 의해 다른 자리 입체적으로 활성화되고 ATP 및 알라닌에 의해 다른 자리 입체적으로 불활성화되는 것으로 밝혀졌다. 피루브산 키네이스의 사량체화는 과당 1,6-이중인산 및 세린에 의해 촉진되는 반면 사량체의 해리는 L-시스테인에 의해 촉진된다.

#### 과당 1,6-이중인산
과당 1,6-이중인산은 해당과정 경로 내에서 나오기 때문에 가장 중요한 조절원이다. 과당 1,6-이중인산은 과당 6-인산의 인산화로 생성되는 해당과정의 중간생성물이다. 과당 1,6-이중인산은 피루브산 키네이스의 도메인 C 상의 알로스테릭 결합 부위에 결합하고 효소의 입체구조를 변화시켜 피루브산 키네이스를 활성화시킨다. 해당과정 경로 내에 존재하는 중간생성물로서, 과당 1,6-이중인산은 과당 1,6-이중인산의 농도가 높아질수록 다른 자리 입체성 조절의 활성화 및 피루브산 키네이스 활성을 증가시키기 때문에 피드포워드 자극을 제공한다. 피루브산 키네이스는 과당 1,6-이중인산의 효과에 가장 민감하다. 결과적으로 나머지 조절 메커니즘은 2차 수정의 역할을 한다.

### 공유결합성 변형인자
공유결합성 변형인자는 효소의 인산화, 탈인산화, 아세틸화, 석시닐화 및 산화를 조절하여 효소의 활성화 및 저해를 유도함으로써 간접적인 조절인자로 작용한다. 간에서 글루카곤 및 에피네프린은 단백질 키네이스 A를 활성화시키며, 이는 피루브산 키네이스를 인산화 및 불활성화시킴으로써 공유결합성 변형인자로 작용한다. 대조적으로 혈당 상승에 반응한 인슐린의 분비는 인단백질 인산가수분해효소 I 을 활성화시키고, 피루브산 키네이스를 탈인산화 및 활성화시켜 해당과정을 촉진시킨다. 동일한 공유결합성 변형은 포도당신생합성 효소들에 반대 효과를 갖게 한다. 이러한 조절 시스템은 피루브산 키네이스와 포도당신생합성을 촉매하는 효소들이 동시에 활성화되는 것을 방지하여 낭비 회로가 되는 것을 막을 수 있다.

#### 탄수화물 반응요소 결합단백질
탄수화물 반응요소 결합단백질(ChREBP)은 피루브산 키네이스의 L 동질효소의 유전자 전사에서 필수 단백질인 것으로 밝혀졌다. 탄수화물 반응요소 결합단백질의 도메인은 포도당 및 cAMP에 의한 피루브산 키네이스의 조절을 위한 표적 부위이다. 구체적으로 탄수화물 반응요소 결합단백질은 고농도의 포도당에 의해 활성화되고 cAMP에 의해 저해된다. 포도당과 cAMP는 공유결합성 변형 조절을 통해 서로 반대로 작용한다. cAMP는 탄수화물 반응요소 결합단백질의 Ser196 및 Thr666 결합 부위에 결합하여, 피루브산 키네이스의 인산화 및 불활성화를 유발하는 반면, 포도당은 탄수화물 반응요소 결합단백질의 Ser196 및 Thr666 결합 부위에 결합하여 피루브산 키네이스의 탈인산화 및 활성화를 유발한다. 결과적으로 cAMP 및 과량의 탄수화물은 피루브산 키네이스 조절에서 간접적인 역할을 하는 것으로 나타났다.

### 호르몬에 의한 조절
낭비 회로를 방지하기 위해서 세포에서 해당과정과 포도당신생합성은 동시에 작동하지 않도록 엄격하게 조절된다. 결과적으로 글루카곤, cAMP, 에피네프린에 의한 피루브산 키네이스의 저해는 해당과정을 차단할 뿐만 아니라 포도당신생합성을 자극한다. 인슐린은 글루카곤, cAMP, 에피네프린의 효과를 방해하여 피루브산 키네이스가 정상적으로 기능하게 하고 포도당신생합성을 차단한다. 또한, 포도당은 포도당신생합성을 저해하고 방해하여 피루브산 키네이스의 활성 및 해당과정에 영향을 미치지 않는 것으로 밝혀졌다. 전반적으로 호르몬 간의 상호작용은 세포에서 해당과정 및 포도당신생합성의 기능 및 조절에 중요한 역할을 한다.

#### 메트포르민의 저해 효과
메트포르민 또는 다이메틸바이구아나이드는 제2형 당뇨병에 사용되는 1차 치료제이다. 메트포르민은 포도당신생합성의 저해를 통해 피루브산 키네이스에 간접적으로 영향을 미치는 것으로 나타났다. 구체적으로 메트포르민의 첨가는 다양한 대사 경로로부터 포도당 흐름의 현저한 감소 및 젖산/피루브산 흐름의 증가와 관련이 있다. 메트포르민은 피루브산 키네이스 활성에 직접 영향을 미치지 않지만, ATP의 농도를 감소시킨다. 피루브산 키네이스에 대한 ATP의 다른 자리 입체성 저해 효과로 인해, ATP의 감소는 저해를 감소시키고 피루브산 키네이스의 후속 자극을 초래한다. 결과적으로 피루브산 키네이스 활성의 증가는 포도당신생합성보다는 해당과정을 통한 대사 흐름을 유도한다.

### 유전자 발현 조절
이질 리보핵단백질 입자(hnRNP)는 PKM 유전자에 작용하여 M1 및 M2 동질효소의 발현을 조절할 수 있다. PKM1 및 PKM2 동질효소는 단일 엑손에 의한 상이한 PKM 유전자의 스플라이싱 변이체이다. hnRNPA1 및 hnRNPA2와 같은 다양한 유형의 hnRNP는 저산소증 상태에서 핵으로 들어가고 PKM2가 상향조절되도록 발현을 조절한다. 인슐린과 같은 호르몬은 PKM2의 발현을 상향조절하지만, 트라이아이오도티로닌(T3)및 글루카곤과 같은 호르몬은 PKM2를 하향조절하는 데 도움이 된다.

## 임상적 활용

### 결핍증

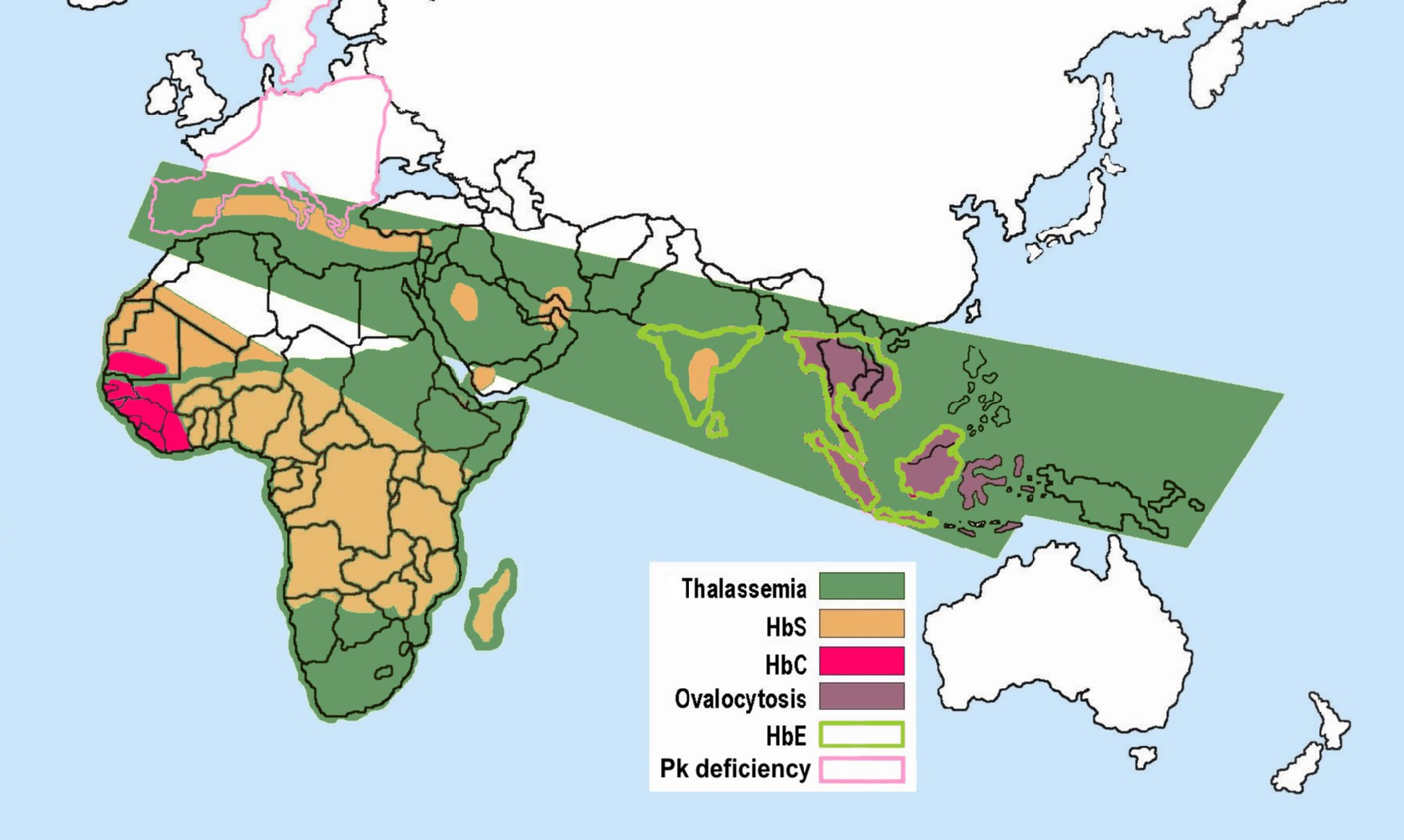
전세계 적혈구 이상 분포도

피루브산 키네이스의 유전적 결함은 피루브산 키네이스 결핍증으로 알려진 질병을 유발한다. 이러한 조건에서 피루브산 키네이스의 결핍은 해당과정의 속도를 느리게 만든다. 이러한 효과는 미토콘드리아가 결여된 세포에서 특히 치명적이다. 이러한 세포는 시트르산 회로를 이용할 수 없기 때문에 혐기성 해당과정을 유일한 에너지 공급원으로 사용해야 하기 때문이다. 예를 들어, 피루브산 키네이스가 결핍된 적혈구는 ATP가 부족하여 용혈을 겪을 수 있다. 따라서 피루브산 키네이스의 결핍은 만성 비구형적혈구 용혈성 빈혈(chronic nonspherocytic hemolytic anemia, CNSHA)을 유발할 수 있다.

#### PK-LR 유전자 돌연변이
피루브산 키네이스 결핍증은 상염색체 열성 유전질환이다. 포유류는 PK-LR(피루브산 키네이스 동질효소 L 및 R을 암호화함) 및 PK-M(피루브산 키네이스 동질효소 M1을 암호화함)의 2가지 피루브산 키네이스 유전자를 가지고 있지만, PK-LR만이 피루브산 키네이스 결핍증에 영향을 받는 적혈구의 동질효소를 암호화한다. 250가지 이상의 PK-LR 유전자 돌연변이가 확인되었고, 피루브산 키네이스 결핍증과 관련이 있다. DNA 테스트는 1번 염색체에서 PK-LR의 위치를 발견하고 피루브산 키네이스 결핍증을 분자적으로 진단하기 위한 직접적인 유전자 시퀀싱 테스트를 이끌어냈다.

### 피루브산 키네이스 저해의 활용

#### 활성산소에 의한 저해
활성산소는 화학적으로 반응성이 있는 산소 형태이다. 사람의 폐세포에서 활성 산소는 피루브산 키네이스(PKM2)의 M2 동질효소를 저해하는 것으로 나타났다. 활성산소는 Cys358을 산화시키고 PKM2를 불활성화시킴으로써 이러한 저해를 달성한다. PKM2 불활성화의 결과로, 포도당은 더 이상 피루브산으로 전환되지 않고 대신 오탄당 인산 경로에 사용되어 활성산소의 감소 및 해독 과정에 이용된다. 이러한 방식으로 활성산소의 유해한 효과가 증가하고 폐세포에 더 큰 산화적 스트레스를 유발하여 잠재적인 종양 형성을 초래한다. 이러한 저해 메커니즘은 PKM2의 조절 메커니즘이 산화 스트레스에 대한 암세포의 내성 및 강화된 종양 형성을 돕는 역할을 한다는 것을 암시할 수 있기 때문에 중요하다.

#### 페닐알라닌에 의한 저해
페닐알라닌은 뇌에서 피루브산 키네이스의 경쟁적 저해제로 작용하는 것으로 밝혀졌다. 페닐알라닌에 의한 저해 활성의 정도는 태아 및 성인의 세포에서 유사하지만, 태아의 뇌세포의 효소는 성인의 뇌세포의 효소보다 저해에 상당히 더 취약하다. 유전적 뇌질환인 페닐케톤뇨증(PKU)을 가진 아기의 PKM2에 대한 연구에 따르면 페닐알라닌의 수치가 증가하고 PKM2의 효과가 감소한 것으로 나타났다. 이러한 저해 메커니즘은 뇌세포의 손상에서 피루브산 키네이스의 역할에 대한 통찰을 제공한다.

### 암에서 피루브산 키네이스
암세포는 특징적으로 대사 기구를 가속화시키며, 피루브산 키네이스는 암에서 역할을 하는 것으로 여겨진다. 건강한 세포와 비교했을 때 암세포는 높은 수준의 PKM2 동질효소, 특히 낮은 활성의 이량체를 가지고 있다. 따라서, PKM2 혈청 수준은 암에 대한 마커로 사용된다. 저활성 이량체는 포스포엔올피루브산의 축적을 허용하고, 결국 암세포에 의해 사용될 생체분자의 합성을 위한 다량의 해당과정의 중간생성물을 남긴다. 미토젠 활성 단백질 키네이스 1(MAPK1)에 의한 PKM2의 인산화는 PKM2가 핵으로 들어가서 종양 발생에 필요한 해당과정 효소들의 유전자 발현을 조절할 수 있는 입체구조의 변화를 일으킨다. 일부 연구에 따르면 발암 동안 PKM1에서 PKM2로의 발현 변화가 있다고 한다. 저산소증과 같은 종양 미세환경은 저산소증-유도성 인자와 같은 전사인자를 활성화시켜 PKM2의 전사를 촉진하며, 이는 자체의 전사를 향상시키기 위해 양성 피드백 루프를 형성한다.

## 유사한 기능을 갖는 효소
유사한 기능을 가지고 있는 가역적인 효소인 피루브산 인산 다이키네이스는 일부 세균에서 발견되며, 다수의 혐기성 진핵생물 그룹(예: 스트레블로마스틱스, 지아르디아, 엔트아메바, 트리코모나스)으로 전달되었으며, 이는 두 번 이상의 수평적 유전자 전이를 통한 것으로 보여진다. 어떤 경우에는 한 생물 내에 피루브산 키네이스와 피루브산 인산 다이키네이스가 함께 존재한다.

## 같이 보기
- 피루브산
- 키네이스
- 전이효소